# هيو مايلز
هيو مايلز (بالإنجليزية: Hugh Miles) هو صحفي وكاتب ومنتج بريطاني متخصص في الشرق الأوسط وشمال أفريقيا. ألف كتاب «الجزيرة: كيف غيرت الأخبار التلفزيونية العربية العالم».

## النشاة والمسيرة
هيو مايلز هو ابن الدبلوماسي البريطاني المتقاعد أوليفر مايلز وزوجته جوليا، العاملة الاجتماعية. وُلد في جدة، المملكة العربية السعودية، عام ١٩٧٧. تلقى مايلز تعليمه في ليبيا، وفي مدرسة دراغون بجامعة أكسفورد، وفي كلية إيتون. درس اللغة العربية في كلية بيمبروك بجامعة أكسفورد، والأدب الإنجليزي في كلية ترينيتي بدبلن. خلال برنامج تبادل طلابي لمدة عام واحد مع جامعة السوربون في باريس.

## أعماله
- الجزيرة: كيف غيرت الأخبار التلفزيونية العربية العالم[3]